# ام‌القعاب

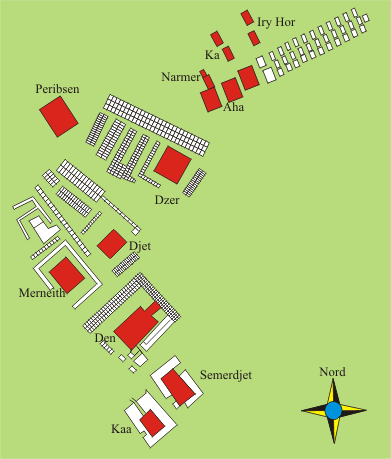
موقعیت گورهای شاهان دوره آغازین دودمانی در ام القعاب

ام القعاب نام گورستانی باستانی در ابیدوس، مصر، است که مکان به خاک سپرده شدن چندین فرعون دوره آغازین دودمانی به‌شمار می‌رود. نام این مکان در زبان عربی "مادر کوزه‌ها" معنا می‌دهد چرا که در جای جای منطقه می‌توان تکه‌های کوزه‌های خرد شده‌ای را که در زمان‌های گذشته به دلایل مذهبی اهدا شده بودند، دید.

## گورها

### گورهای دودمان یکم
- بی۱۷/بی۱۸ - نارمر
- بی۱۰/بی۱۵/بی۱۹ - هور آها
- اُ (O) - دجر
- زِد (Z) - دجت
- وای (Y) - مرنیث
- تی (T) - دن
- اکس (X) - آنجیب
- یو (U) - سمرخت
- کیو (Q) - قاعا

### گورهای دودمان دوم
- پی (P) - پریبسن
- وی (V) - خسه‌خموی

## قربانی کردن انسان
رسم قربانی کردن انسان در میان شاهان به خاک سپرده شده از دودمان یکم دیده می‌شود. گور دجر دارای آثار استخوان مربوط به ۳۳۸ انسان است که گمان می‌رود برای او قربانی شده باشند. نه تنها انسان‌ها که جانورانی چون الاغ نیز برای یاری فرعون در گور گذاشته می‌شدند. به نظر می‌رسد که اعضای دربار دجر همگی خفه شده و در آرامگاه‌ها همزمان بسته شده بودند. بنا به دلایل ناشناخته، این رسم با به پایان رسیدن این دودمان به پایان خود رسید و جای انسان‌های زنده به گور شده را تندیس‌های اوشابتی گرفتند.